# Austrobuxus
Austrobuxus é um género botânico pertencente à família Picrodendraceae.